# The First Time (utwór)
The First Time – piosenka rockowej grupy U2, pochodząca z jej wydanego w 1993 roku albumu, Zooropa. Nigdy nie została wydana jako singel, jednak pojawiła się na soundtracku filmu Million Dollar Hotel, a także na kompilacyjnej płycie The Best of 1990-2000.
Bono przyznał, że piosenka jest jego wersją przypowieści o synu marnotrawnym, który po powrocie do domu postanowił znów go opuścić.
Piosenka nie była grana na żywo do czasu trasy Vertigo Tour w 2005 roku. Wyjątkiem było wykonywanie przez grupę jej fragmentów pomiędzy piosenkami "Bad" i "Bullet the Blue Sky", podczas koncertów etapu Zooropa trasy Zoo TV Tour.